# Воскресенская церковно-приходская школа (Батурин)
Воскресенская церковно-приходская школа — памятник архитектуры местного значения в Батурине. Сейчас здесь размещается музей археологии Батурина.

## История
Приказом Министерства культуры и туризма от 21.10.2011 № 912/0/16-11 присвоен статус памятник архитектуры местного значения с охранным № 5537-Чр под названием Воскресенская церковно-приходская школа. Установлена информационная доска.
Один из 35 объектов комплекса Национального историко-культурного заповедника «Гетманская столица».

## Описание
В период 1897-1904 годы была построена Воскресенская церковно-приходская школа при Воскресенской церкви.
Каменный, одноэтажный, прямоугольный в плане дом, с четырёхскатной крышей. В декоре фасадов использована орнаментальная кирпичная кладка. Вход украшен квадратными полуколоннами, которые завершаются пинаклями, между которыми фронтон.
22 января 2009 года в здании школы был открыт музей археологии Батурина.